# 基拉拉的逆襲／洞爺湖高峰會危機一發
基拉拉的逆襲／洞爺湖高峰會危機一發（日語：ギララの逆襲/洞爺湖サミット危機一発）是2008年上映的日本電影。怪獸原型來自宇宙大怪獸基拉拉。本片走惡搞路線，惡搞多國元首。

## 劇情概要
電影中，各國元首齊聚在北海道洞爺湖召開G8峰會，討論減排問題，突然間，怪獸基拉拉從天而降落在北海道，到處蹂躪造成嚴重危害，元首們紛紛逃離會場，這時候美國總統站出來，提醒大家留下來戰鬥，大家想到如果留下來對抗有機會成為偉人，提高自身在國內的支持率，於是紛紛回去開會，從此刻起，G8會議變成「基拉拉對策本部」。
這時日本軍方發現怪獸飛到核電廠，因此找來科學家幫忙活化昭和新山吸引，打算趁機發射導彈攻擊，不料，基拉拉直接將導彈吃掉，這時義大利元首要求挖一個大坑，試圖引誘它掉進坑中，但這次挖的洞似乎不夠深，基拉拉又爬了出來，俄羅斯總統看不下去，命令用毒液導彈一擊斃命，基拉拉倒下後毫髮無損，還睡著了，德國總理建議趁勢用毒氣攻擊，但是毒氣不但沒發揮任何作用，還讓基拉拉興奮地手舞足蹈起來，英國首相提出使用英國自製的高科技頭戴式腦電波裝置，同樣安然無恙，這時元首們都束手無策了。
東京體育女記者發現鄰近洞爺湖的小村落供奉的「丈魔神」具有打敗基拉拉的力量，於是與村民並肩跳舞召喚丈魔神，經過一番努力終於成功召喚，上演丈魔神與基拉拉的對決，最終擊敗並且把基拉拉炸得粉碎，世界恢復和平，劇終。

## 演員
- 隅田川すみれ：加藤夏希
- 戸山三平：加藤和樹
- 高峰地球防衛軍参謀：古谷敏
- 木村地球防衛軍参謀：黒部進
- 丈魔神（タケ魔人）：北野武

## 製作人員
- 導演：河崎実
- 音樂：福田裕彦
- 音楽：福田裕彦
- 主題歌：デブパレード「cosmic mind」
- 照明：岩崎豊
- 録音・整音：星一郎
- 美術：内田哲也
- 助監督：落合崇
- 製作担当：高橋誠喜
- 特撮：特撮研究所